# إيجيديوس فالافيشيوس
إيجيديوس فالافيشيوس (مواليد 23 ديسمبر 1978) هو مُقاتل فنون قتالية مختلطة ليتواني.

## وصلات خارجية
- إيجيديوس فالافيشيوس على موقع بيلاتور (الإنجليزية)
- إيجيديوس فالافيشيوس على موقع شيردوغ (الإنجليزية)
- إيجيديوس فالافيشيوس على موقع Tapology.com (الإنجليزية)
- إيجيديوس فالافيشيوس على موقع IMDb (الإنجليزية)